# Підводний землетрус

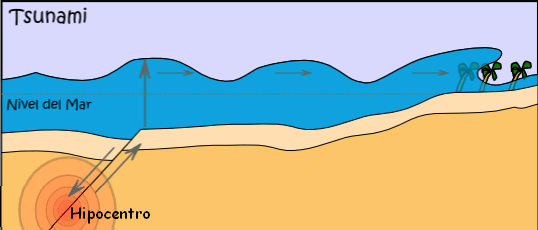
Схема підводного землетрусу.

Підводний землетрус або моретрус — це землетрус, який відбувається під водою на дні водойми, особливо океану. Вони є головною причиною цунамі. Величина може бути виміряна науково за допомогою шкали моментної величини, а інтенсивність може бути призначена за допомогою шкали інтенсивності Меркаллі.

## Загальна характеристика
Розуміння тектоніки плит допомагає пояснити причину підводних землетрусів. Поверхня Землі або літосфера складається з тектонічних плит із середньою товщиною приблизно 50 миль, які безперервно дуже повільно рухаються на шарі магми в астеносфері та внутрішній мантії. Пластини сходяться одна до одної, і одна опускається під іншу, або, якщо є лише напруга зсуву, переміщуються горизонтально одна повз одну (див. межу трансформаційної плити нижче). Невеликі рухи, які називаються повзучим розломом, незначні і не піддаються вимірюванню. Пластини зустрічаються одна з одною, і якщо нерівності призводять до зупинки руху на краях, рух пластин продовжується. Коли нерівності більше не можуть утримуватися, раптовий викид накопиченого руху звільняється, і раптовий рух під морським дном викликає підводний землетрус. Ця зона ковзання як горизонтально, так і вертикально називається епіцентром, має найбільшу величину та завдає найбільшої шкоди.
Як і у випадку з континентальним землетрусом, тяжкість шкоди часто спричиняється не землетрусом у рифтовій зоні, а радше подіями, які викликані землетрусом. Де континентальний землетрус спричинить пошкодження та загибель людей на суші через пожежі, пошкоджені конструкції та літаючі об’єкти; підводний землетрус змінює морське дно, що призводить до серії хвиль і, залежно від тривалості та магнітуди землетрусу, до цунамі, яке обрушується на прибережні міста, спричиняючи матеріальні збитки та загибель людей.
Підводні землетруси також можуть пошкодити підводні кабелі зв’язку, що призведе до повсюдного порушення роботи Інтернету та міжнародної телефонної мережі в цих районах. Це особливо поширене в Азії, де багато підводних каналів перетинають зони підводних землетрусів уздовж Тихоокеанського вогняного кільця.

## Межі тектонічних плит

Межі тектонічних плит, що показують напрямки руху плит.

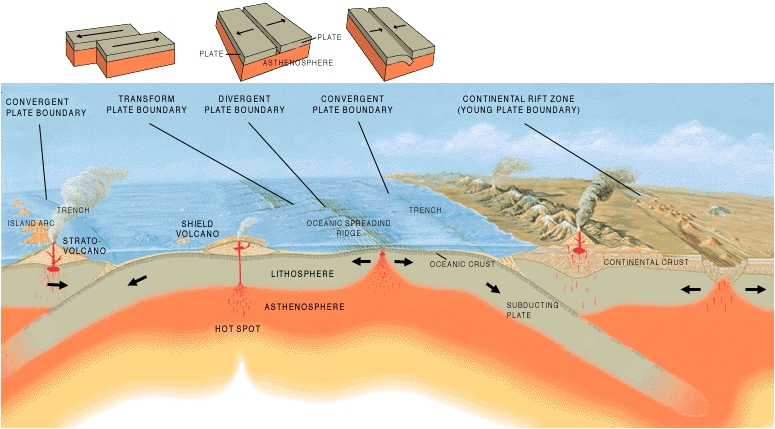
Різні види меж

Різні способи, якими тектонічні плити стираються одна об одну під океанським або морським дном, створюючи підводні землетруси. Тип створюваного тертя може бути наслідком характеристики геологічного розлому або межі плити, як показано нижче. Одними з основних районів великих цунамі, що викликають підводні землетруси, є Тихоокеанське вогняне кільце та Великий Суматранський розлом.

### Конвергентна межа плити
Старіша і щільніша пластина рухається нижче легшої. Чим далі він рухається вниз, тим гарячішим він стає, поки нарешті повністю не розплавиться в астеносфері та внутрішній мантії, і кора фактично не знищиться. Місце, де фактично зустрічаються дві океанічні плити, стає все глибшим і глибшим, утворюючи жолоби з кожною наступною дією. Існує взаємодія різної щільності літосферних порід, астеносферної магми, охолоджуючої океанської води та руху плит, наприклад, Тихоокеанське вогняне кільце. Тому місце субокеанічного жолоба буде місцем підводних землетрусів; наприклад, Маріанська западина, Пуерто-Риконська западина та вулканічна дуга вздовж Великого Суматранського розлому.

### Трансформаційна межа плити
Межа трансформаційного розлому, або просто межа трансформації, це місце, де дві плити ковзатимуть одна повз одну, і неправильний малюнок їхніх країв може зачепитися одна за одну. Літосфера не додається до астеносфери і не руйнується, як під час дії конвергентних плит. Наприклад, вздовж зони зсуву Сан-Андреас Тихоокеанська тектонічна плита рухалася близько 5 см/рік у північно-західному напрямку, тоді як Північноамериканська плита рухається на південний схід.

### Дивергентна межа плити
Висхідні конвекційні потоки виникають там, де дві плити віддаляються одна від одної. У щілині утворена таким чином гаряча магма піднімається вгору, зустрічається з холоднішою морською водою, охолоджується та застигає, прикріплюючись до одного або обох країв тектонічної плити, утворюючи океанічний розповзаючийся хребет. Коли тріщина знову з'явиться, магма знову підніметься вгору і утворить нову літосферну кору. Якщо слабкість між двома плитами дозволяє теплу та тиску астеносфери наростати протягом тривалого періоду часу, велика кількість магми буде вивільнено, виштовхнувшись до країв плити, і магма застигне під щойно піднятими краями плити, див. утворення підводного вулкана. Якщо тріщина може розійтися через те, що дві плити розсуваються, під час раптового руху, землетрус може відчутися, наприклад, на Серединно-Атлантичному хребті між Північною Америкою та Африкою.